# Davy (cráter)
Davy es un pequeño cráter de impacto lunar que se encuentra en el extremo este del Mare Nubium. Se superpone a los restos de los flujos de lava del cráter Davy Y (apenas perceptible actualmente, con un relieve mínimo, pero con un diámetro de 70 km, más del doble que el cráter principal), que contiene además una singular formación constituida por una cadena de cráteres de tamaño decreciente designada Catena Davy, que avanza desde el interior de Davy Y hacia el este. Al sureste de Davy se halla el destacado cráter Alphonsus.
El borde exterior de Davy es bajo, y el suelo interior ha sido parcialmente regenerado por el flujo de lava. El perímetro es ligeramente poligonal, especialmente en el centro de su lado oeste. Hacia el sureste está invadido por Davy A, que con aspecto de cuenco presenta una muesca en su lado norte. El interior de Davy carece de un pico central, aunque presenta algunos montículos centrales bajos. El brocal de Davy Y forma un reborde bajo, que alcanza el exterior de Davy en su lado norte.

## Catena Davy

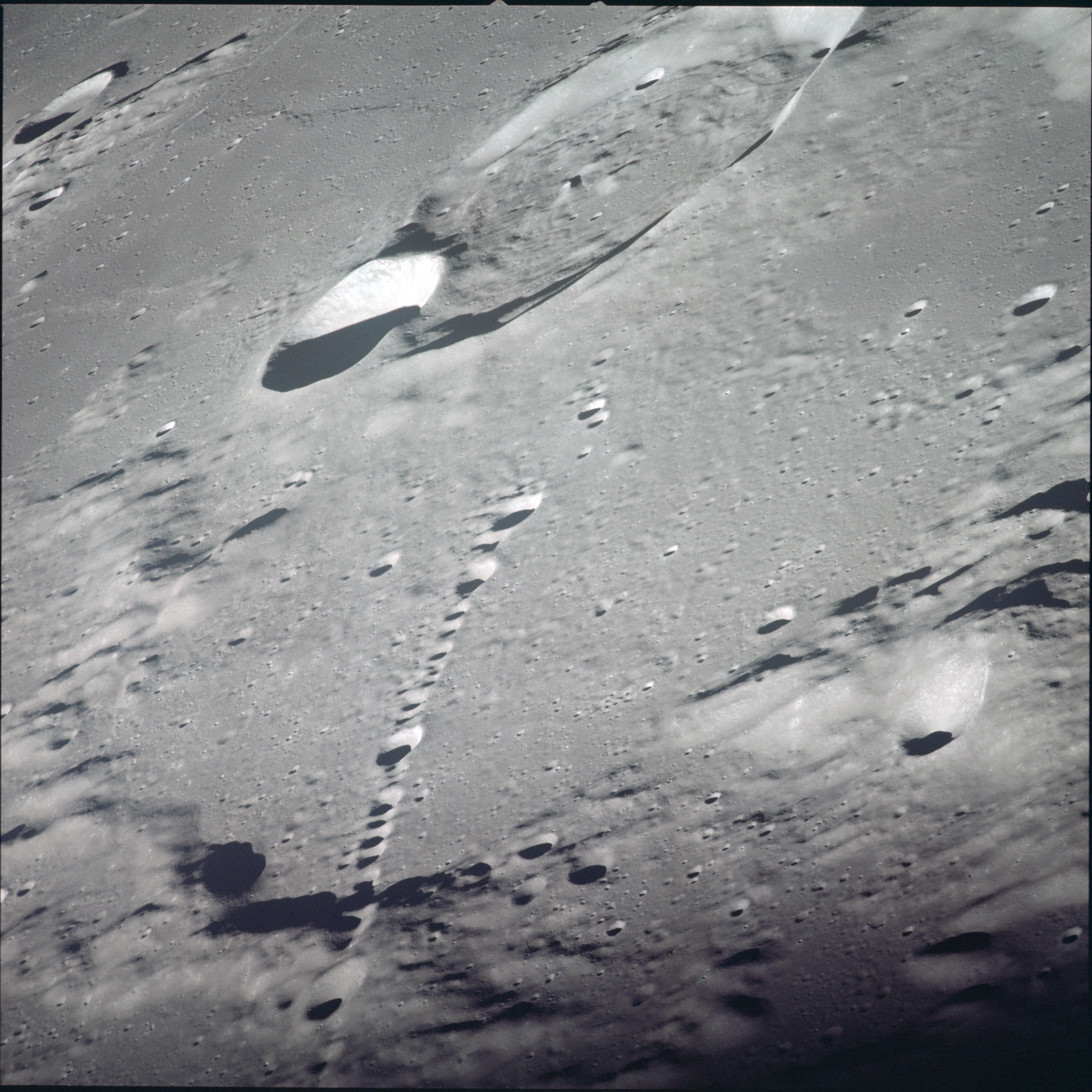
Fotografía de la misión Apolo 12

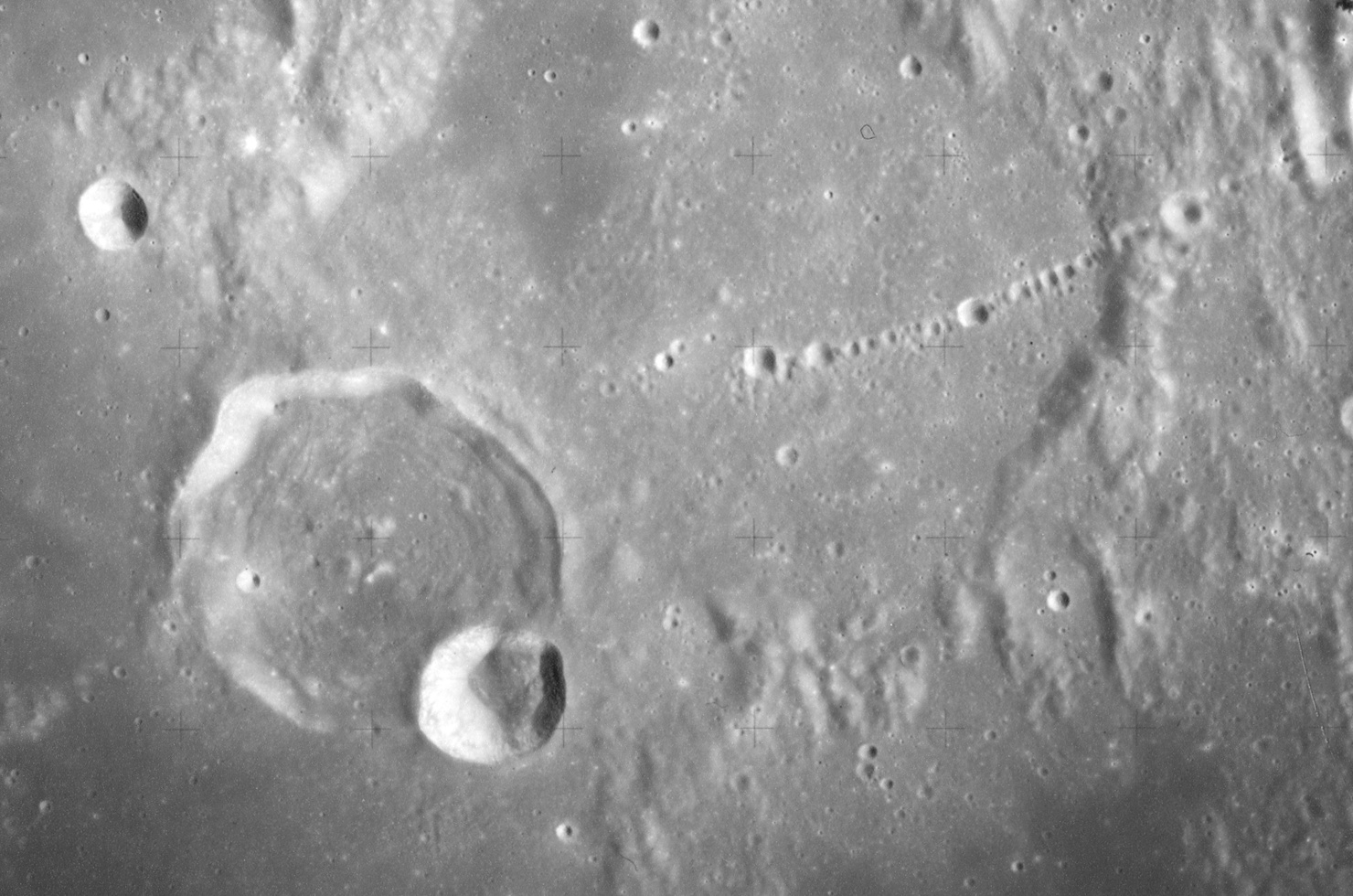
Fotografía de la misión Apolo 16

Esta cadena lineal de 23 pequeños cráteres se extiende desde el punto medio de Davy Y hacia la cuenca amurallada del cráter Ptolemaeus, siguiendo un curso ligeramente curvado hacia el este-noreste. Está situada en las coordenadas selenográficas 11.0 ° S de latitud - 7.0 ° O de longitud, y tiene una longitud de 50 km.
|  |

El origen de la catena no parece que sea debido a la formación de cráteres secundarios, ya que no presenta una configuración radial respecto a ningún cráter principal con la configuración adecuada. La causa más probable se cree que es debida a un solo cuerpo que se desintegró antes del impacto debido a los efectos de la marea gravitatoria. Imágenes de alta resolución refuerzan la idea de que los cráteres se han formado prácticamente a la vez, no superponiéndose con cráteres vecinos. Sin embargo, todavía hay algunos científicos que creen que esta cadena de cráteres puede tener origen volcánico.
En 1974, seis de los cráteres de la cadena recibieron nombres "no oficiales" para su uso en relación con el Lunar Topophotomap 77D1S1(10) de la NASA. Estos nombres, que se enumeran a continuación, fueron posteriormente adoptados por la UAI. Sus posiciones en la cadena no se distinguen fácilmente sobre la base de sus coordenadas oficiales, pero están bien identificados en el topophotomap.
| Cráter    | Coordenadas                  | Diámetro | Origen del nombre            |
| --------- | ---------------------------- | -------- | ---------------------------- |
| Alan      | 10°54′S 6°06′O / -10.9, -6.1 | 2.0 km   | Nombre masculino irlandés    |
| Delia     | 10°54′S 6°06′O / -10.9, -6.1 | 2.0 km   | Nombre femenino griego       |
| Harold    | 10°54′S 6°00′O / -10.9, -6.0 | 2.0 km   | Nombre masculino escandinavo |
| Osman     | 11°00′S 6°12′O / -11.0, -6.2 | 2.0 km   | Nombre masculino turco       |
| Priscilla | 10°54′S 6°12′O / -10.9, -6.2 | 1.8 km   | Nombre femenino latino       |
| Susan     | 11°00′S 6°18′O / -11.0, -6.3 | 1.0 km   | Nombre femenino inglés       |

## Cráteres satélite
Por convención estos elementos son identificados en los mapas lunares poniendo la letra en el lado del punto medio del cráter que está más cerca de Davy.
|      | \| Davy \| Coordenadas \| Diámetro \| \| ---- \| ---------------------------- \| -------- \| \| A \| 12°12′S 7°42′O / -12.2, -7.7 \| 15 km \| \| B \| 10°48′S 8°54′O / -10.8, -8.9 \| 7 km \| \| C \| 11°12′S 7°00′O / -11.2, -7.0 \| 3 km \| \| G \| 10°24′S 5°06′O / -10.4, -5.1 \| 16 km \| \| K \| 10°12′S 9°30′O / -10.2, -9.5 \| 3 km \| \| U \| 12°54′S 7°06′O / -12.9, -7.1 \| 3 km \| \| Y \| 11°00′S 7°06′O / -11.0, -7.1 \| 70 km \| |          |
| Davy | Coordenadas | Diámetro |
| A    | 12°12′S 7°42′O / -12.2, -7.7 | 15 km    |
| B    | 10°48′S 8°54′O / -10.8, -8.9 | 7 km     |
| C    | 11°12′S 7°00′O / -11.2, -7.0 | 3 km     |
| G    | 10°24′S 5°06′O / -10.4, -5.1 | 16 km    |
| K    | 10°12′S 9°30′O / -10.2, -9.5 | 3 km     |
| U    | 12°54′S 7°06′O / -12.9, -7.1 | 3 km     |
| Y    | 11°00′S 7°06′O / -11.0, -7.1 | 70 km    |